# استودیو بابلسبرگ

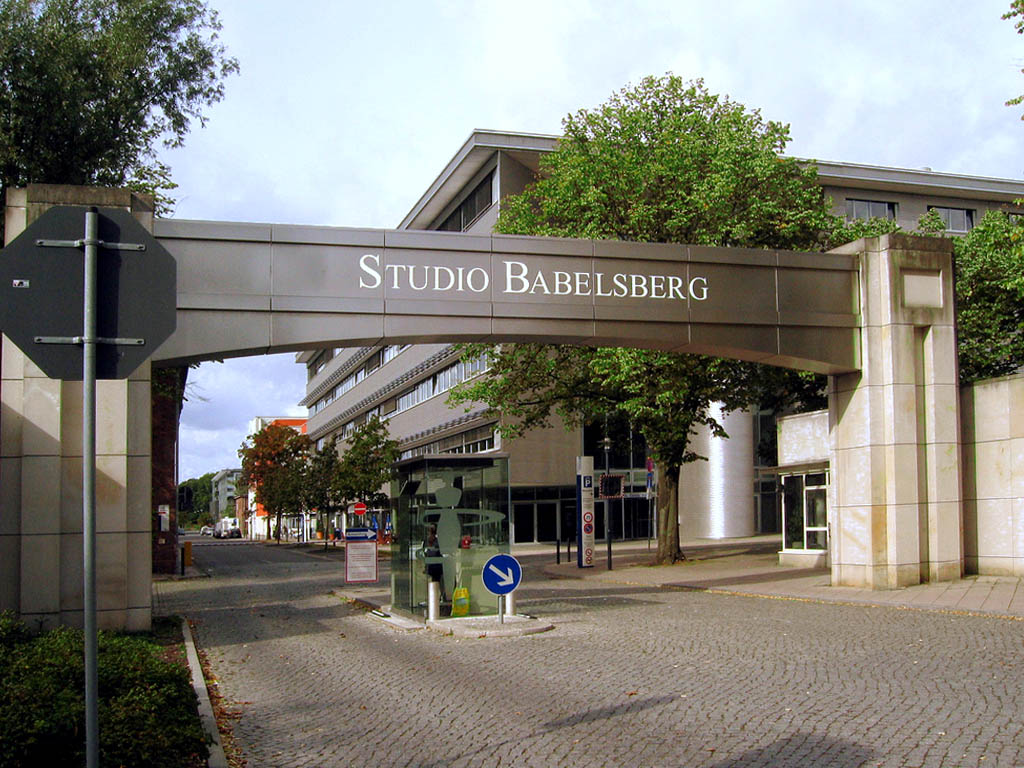
ورودی استودیو بابلسبرگ

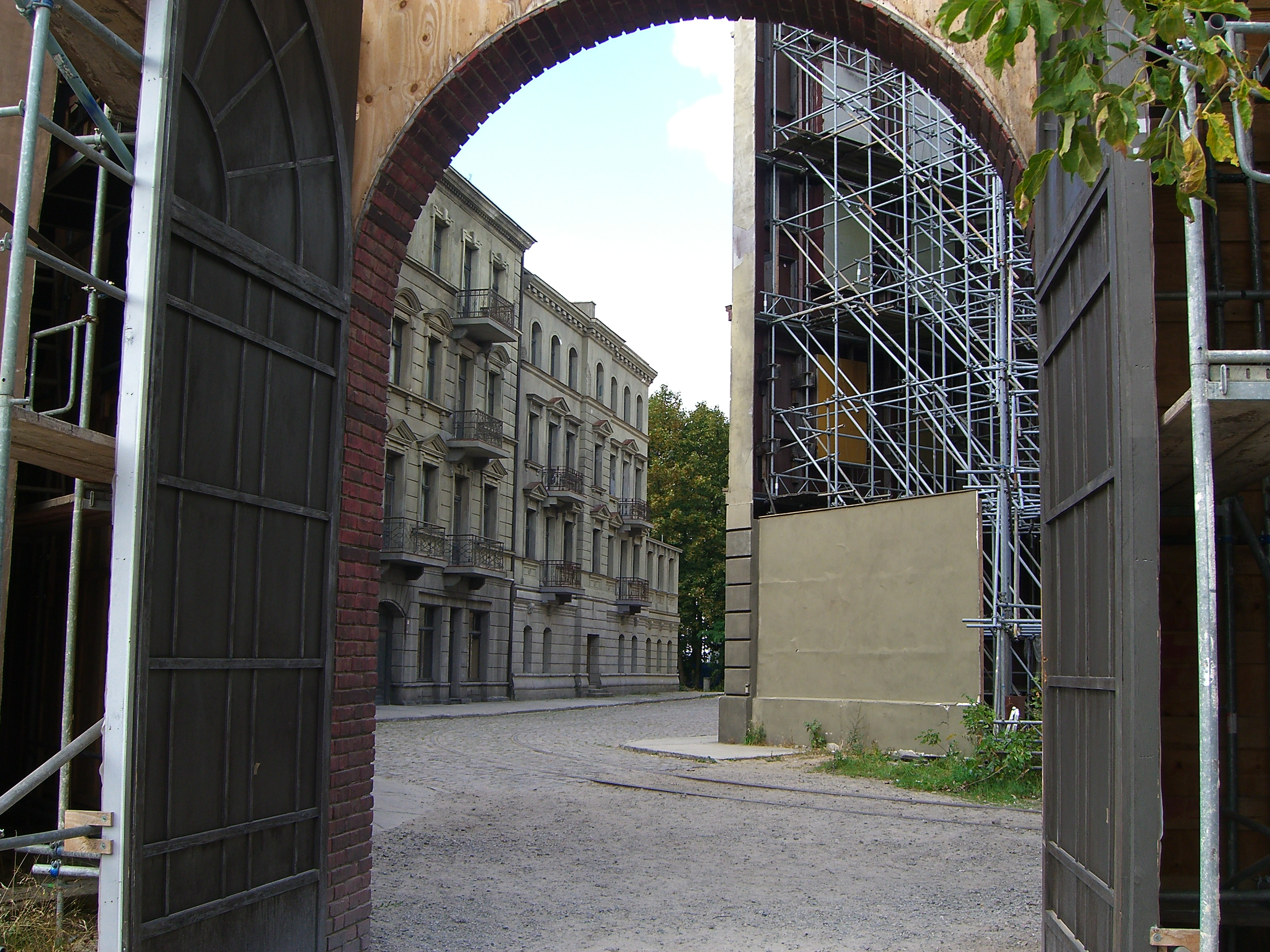

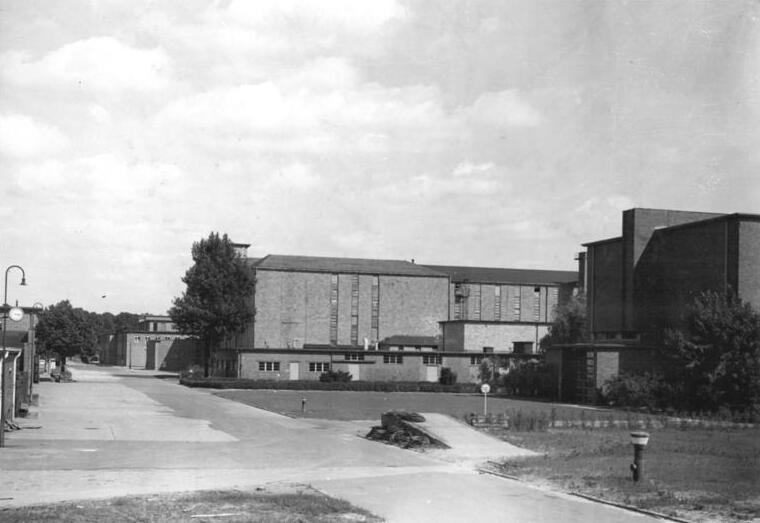
استودیو بابلسبرگ در سال ۱۹۵۲ میلادی.

استودیو بابلسبرگ (آلمانی: Filmstudio Babelsberg) یک استودیو فیلم‌سازی در نزدیکی شهر برلین، آلمان است.
این استودیو که در سال ۱۹۱۲ راه‌اندازی شده هم‌اکنون دارای ۲۵٬۰۰۰ مترمربع مساحت می‌باشد و از بزرگترین استودیوهای سینمای اروپا محسوب می‌شود.

## فیلم‌های ساخته شده
- سرنوشت (۱۹۲۱)
- دکتر مابوزه: قمارباز (۱۹۲۲)
- نیبه‌لونگ‌ها (۱۹۲۴)
- متروپلیس (۱۹۲۷)
- جاسوس (۱۹۲۸)
- Frau im Mond (۱۹۲۹)
- Der blaue Engel (۱۹۳۰)
- La Habanera (۱۹۳۷)
- زوس یهودی (۱۹۴۰)
- Das Beil von Wandsbek (۱۹۵۱)
- Die Geschichte vom kleinen Muck (۱۹۵۳)
- Das singende, klingende Bäumchen (۱۹۵۷)
- Sonnensucher (۱۹۵۸)
- ستاره‌ها (۱۹۵۹)
- Karbid und Sauerampfer (۱۹۶۳)
- Nackt unter Wölfen (۱۹۶۳)
- Der geteilte Himmel (۱۹۶۴)
- Die Abenteuer des Werner Holt (۱۹۶۵)
- Spur der Steine (۱۹۶۶)
- Ich war neunzehn (۱۹۶۸)
- Goya – oder der arge Weg der Erkenntnis (۱۹۷۱)
- Die Legende von Paul und Paula (۱۹۷۳)
- Jakob der Lügner (۱۹۷۴)
- Solo Sunny (۱۹۸۰)
- Der Aufenthalt (۱۹۸۳)
- The Passion of Darkly Noon (۱۹۹۵)
- پیروزی (۱۹۹۶)
- Sonnenallee (۱۹۹۹)
- Gangster No. 1 (۲۰۰۰)
- پیانیست (۲۰۰۲)
- Extreme Ops (۲۰۰۲)
- دور دنیا در ۸۰ روز (۲۰۰۴)
- قلمرو بهشت (۲۰۰۴)
- برتری بورن (۲۰۰۴)
- Beyond the Sea (۲۰۰۴)
- باغبان وفادار (۲۰۰۵)
- نقشه پرواز (۲۰۰۵)
- ایان فلاکس (۲۰۰۵)
- کتاب سیاه (۲۰۰۶)
- وی مثل وندتا (۲۰۰۶)
- اولتیماتوم بورن (۲۰۰۷)
- جاعلان (۲۰۰۷)
- والکیری (۲۰۰۸)
- مسابقه سرعت (۲۰۰۸)
- کتاب‌خوان (۲۰۰۸)
- Flammen & Citronen (۲۰۰۸)
- بین‌المللی (۲۰۰۸)
- حرامزاده‌های لعنتی (۲۰۰۹)
- نینجای قاتل (۲۰۰۹)
- پاندروم (۲۰۰۹)
- آقای هیچ‌کس (۲۰۰۹)
- سایه‌نویس (۲۰۱۰)
- ناشناس (۲۰۱۱)
- هانا (۲۰۱۱)
- سه تفنگدار (۲۰۱۱)
- خورش آلو با مرغ (۲۰۱۱)
- بی نام (۲۰۱۱)
- شبح (۲۰۱۲)
- Passion (۲۰۱۲)
- اطلس ابر (۲۰۱۲)
- هانسل و گرتل: شکارچیان جادوگر (۲۰۱۳)
- جی. آی. جو: تلافی (۲۰۱۳)
- کتاب‌دزد (۲۰۱۳)
- دیو و دلبر (فیلم ۲۰۱۴) (۲۰۱۴)
- هتل بزرگ بوداپست (۲۰۱۴)
- مردان آثار یادبود (۲۰۱۴)
- عطش مبارزه: زاغ مقلد - بخش ۱ (۲۰۱۴)
- صداها (۲۰۱۵)
- کسب و کار ناتمام (۲۰۱۵)
- پل جاسوس‌ها (۲۰۱۵)
- عطش مبارزه: زاغ مقلد - بخش ۲ (۲۰۱۵)
- Point Break (2015)